# Werchniaczka
Werchniaczka (ukr. Верхнячка) – osiedle typu miejskiego na Ukrainie, w obwodzie czerkaskim, w rejonie humańskim. W 2001 roku liczyło 4291 mieszkańców.